# Antrophyum ensiforme
Antrophyum ensiforme là một loài dương xỉ trong họ Pteridaceae. Loài này được Hook. mô tả khoa học đầu tiên năm 1841.